# Нидам (Алабама)
Нидам (енгл. Needham) град је у америчкој савезној држави Алабама. По попису становништва из 2010. у њему је живело 94 становника.

## Демографија
Према попису становништва из 2010. у граду је живело 94 становника, што је 3 (3,1%) становника мање него 2000. године.
| Група             | 2000.       | 2010.      |
| Белци             | 97 (100,0%) | 93 (98,9%) |
| Афроамериканци    | 0 (0,0%)    | 0 (0,0%)   |
| Азијати           | 0 (0,0%)    | 0 (0,0%)   |
| Хиспаноамериканци | 0 (0,0%)    | 0 (0,0%)   |
| Укупно            | 97          | 94         |